# 簡易生命保険法
簡易生命保険法（かんいせいめいほけんほう、昭和24年5月16日法律第68号）は、簡易生命保険の制度全般に関する法律である。
1916年（大正5年）、簡易生命保険法（大正5年7月10日法律第42号）として制定された。その後、1949年（昭和24年）に、新たな簡易生命保険法（昭和24年5月16日法律第68号）が制定され、旧法は廃止された。
1949年（昭和24年）に制定された簡易生命保険法（昭和24年5月16日法律第68号）は、郵政民営化法等の施行に伴う関係法律の整備等に関する法律（平成17年法律第102号）2条の規定により、2007年（平成19年）10月1日に日本郵政公社法や郵便貯金法などとともに廃止された。

## 構成
- 第1章 - 総則（第1条～第4条）
- 第2章 - 契約 
  - 第1節 - 保険契約及び保険約款（第5条～第7条）
  - 第2節 - 保険の範囲（第8条～第26条）
  - 第3節 - 契約の関係者（第27条～第37条）
  - 第4節 - 契約の成立（第38条～第47条の2）
  - 第5節 - 保険料の払込み（第48条～第50条）
  - 第6節 - 保険金等の支払（第51条～第56条の2）
  - 第7節 - 契約関係者の異動（第57条～第61条）
  - 第8節 - 契約の変更（第62条～第68条）
  - 第9節 - 還付金の支払（第69条・第70条）
  - 第10節 - 契約の復活（第71条～第75条）
  - 第11節 - 保険金支払等の特例（第76条）
  - 第12節 - 雑則（第77条～第87条）
- 第3章 - 地方公共団体に対する貸付け等（第88条～第100条）
- 第4章 - 加入者福祉施設（第101条）
- 第5章 - 雑則（第102条～第106条）
- 第6章 - 罰則（第107条・第108条）
- 附則